# イエスタデイ (カジュアルレストラン)
イエスタデイは、すかいらーくグループがかつて運営していたカジュアルレストランチェーン。

## 概要
イエスタデイはすかいらーくが1982年に東京都に1号店を開店し、展開を始めたレストランチェーン。従来のすかいらーくとは異なり、高級な料理を扱っていた。最大で30店舗まで増加したものの徐々に客数が減少し、1998年に最後の店舗であったイエスタデイ鶴見中央店の閉店をもって、全店舗の営業が終了した。閉店の理由として、2013年の日本経済新聞ですかいらーく社長の谷氏は「事業の拡大に従業員の成長が追いつかず、料理や接客などのサービスの質が低下したのが原因」と語っている。
店名は、ビートルズの楽曲「イエスタデイ」に由来しており、メインターゲットであるビートルズを聞いて育った団塊世代を呼び込むためにつけられた。

## 沿革
- 1982年（昭和57年）
  - 3月20日 - 東京都武蔵野市井の頭通り沿いのすかいらーくの店舗を業態転換させ[5]、イエスタデイ1号店を開店した。既存店のすかいらーくとは異なり、高級化志向で大人の雰囲気を重視した内装でアルコール飲料などを充実させ差別化を図っている[1][2]。
  - 9月15日 - 兵庫県神戸市にイエスタデイ2号店を開店した[6][7]。
- 1983年3月（昭和58年） - 東京都世田谷区桜3丁目にイエスタデイ3号店となる世田谷オオクラランド店を開店した[8]。同店は、これまでの最大規模で1階席を1人用席、2階席を2人以上用席として分けて設けており、少人数の客を重視した店舗設計がなされていた[6]。
- 1985年（昭和60年）
  - 7月 - この時点ですかいらーくはイエスタデイを21店舗運営していた[9]。
  - 10月25日 - すかいらーく初の3業態複合施設となるファーストスクエアを群馬県前橋市国領町の国道17号線沿いに開店する。同店舗は1つの建物にカジュアルレストランの「イエスタデイ」、ファミリーレストランの「すかいらーく」、和食の「藍屋」の3業態を区切って出店させる。なお、同店舗開店前にすかいらーくとイエスタデイの2業態複合店舗を愛知県名古屋市と東京都板橋区に開店させている[9][10]。
  - 11月3日 - 3業態複合施設のファーストスクエアを埼玉県川越市に開店した[11]。同店舗はファミリーレストランの「すかいらーく」、カジュアルレストランの「イエスタデイ」、ファーストフードの「カントリーファーム」の3業態で構成されている[10]。
- 1987年（昭和62年）
  - 5月 - 3業態複合施設のファーストスクエアを山梨県石和町四日市場に開店した。イエスタデイ、ジョナサン、藍屋の3業態で構成されている。ファーストスクエアの山梨県出店は同店舗が初[12]。
  - 月日不明 - レジのPOS化、ハンディターミナルによるオーダーシステムの導入などから構成される店舗総合管理システムを導入する[13]。
- 1992年4月（平成4年） - ISDNを導入した[14]。
- 1994年（平成6年） 
  - 月日不明- この時点ですかいらーくはイエスタデイを20店舗運営していた[15]。
  - 月日不明 - すかいらーくが低価格戦略にシフトする影響で既存店20店舗のうち、7店舗を同社経営のガストへ、11店舗を新業態のイタリア料理店（店名の変更はしない）へ、2店舗を閉店する。イエスタデイ多摩センター駅前店を新業態のイタリア料理店の実験店として運営している[16]。
- 1995年（平成7年） - イエスタデイ4店舗をカジュアルダイニング「すかいらーくガーデンズ」に業態転換し、残るイエスタデイは5店舗となる[17]。
- 1997年（平成9年） - 神奈川県横浜市のイエスタデイ鶴見中央店をコース料理店へ転換したが、1年でビュッフェスタイルのレストランへと変更した。後者の業態では、オープンキッチンを採用し、料理人の研修の場として使用するなど実験店として運営することになった[18]。同店は、イエスタデイの最後の店舗となった[19]。
- 1998年（平成10年） - 最後の1店舗であったイエスタデイ鶴見中央店が閉店した[3]。
- 2000年7月28日（平成12年） - 東京都港区台場のデックス東京ビーチ[20]にバーカウンターを併設した米国調のダイニングレストランとしてカジュアルレストランの「イエスタデイ・ワンスモア」を出店した[21]。

## 店舗

### 過去の店舗

#### イエスタデイ
- 武蔵野店（東京都武蔵野市、1号店） - 1982年3月20日開店[1]。
- 神戸店（兵庫県神戸市、2号店） - 1982年開店[6]。
- 世田谷オオクラランド店（東京都世田谷区、3号店） - 1983年3月21日開店[8]。
- 小平店 - 1983年5月5日開店[22]。
- 相模原店（神奈川県相模原市） - 1983年5月5日開店[22]。
- 甲府店 - 1983年6月20日開店[23]。
- 諏訪インター店 - 1983年6月20日開店[23]。
- 小石川店 - 1983年9月29日開店[24]。
- 宝塚店 - 1983年10月3日開店[25]。
- 瀬田店（東京都世田谷区） - 1983年10月3日開店[25] - 1991年2月閉店[26]。
- 谷原店 - 1983年12月5日開店[27]。
- 東寺山店 - 1983年12月15日開店[28]。
- 南蒲田店 - 1983年12月15日開店[28]。
- 富士吉田店 - 1984年4月9日開店[29]。
- 川崎大島店 - 1984年10月1日開店[30]。
- 鶴見中央店 - 1984年11月29日開店[31]。
- 板橋相生店 - 1984年12月20日開店[32]。
- 夙川店 - 1984年12月20日開店[32]。
- 宮前平店 - 1984年12月20日開店[33]。
- 茅ケ崎店 - 1984年12月27日開店[34]。

## 特徴

### イエスタデイ
これまでのすかいらーく店舗のようにセントラルキッチン方式を使用せず、店舗内でほとんどのメニューを調理する本格的なレストランで、専門のコックを採用していた。

### イエスタデイ・ワンスモア
コンセプトは、「古くて新しい、そしてどこか懐かしい、大人のためのオーセンティックな飲食遊空間」とし、大人向けのカジュアルなサービスを提供していた。
　店内には、ライブステージやバーカウンター、ピンポールマシンなどを設置し、1950年代から60年代のガレージ風の内装とした。また店内には、VIPルームと呼ばれる少人数個室も設置されていた。メニューには、ステーキやロブスターのようなダイナミックな料理のほかに豊富なアルコール類を取り揃えていた。週末には店内でプロによる演奏やDJによるステージが開催されるときがあった。